# Балерина (фільм, 2023)
Балерина ( кор.: хангиль: 발레리나 ), — це південнокорейський екшн-трилер 2023 року режисера Лі Чун Хюна з Чон Чжон Со, Кім Джі Хуном та Пак Ю Рім у головних ролях.
Прем'єра фільму відбулася на 28-му Пусанському міжнародному кінофестивалі в секції "Корейське кіно сьогодні - спеціальна прем'єра" 5 жовтня 2023 року. 6 жовтня 2023 року " Балерина " транслювалася по всьому світу на Netflix.

## Сюжет
Чан Ок Чжу - колишня охоронниця VIP-клієнтів, яка дізнається, що її найкраща подруга Чхве Мін Хі померла, і її останнє бажання для Ок Чжу - покінчити з секс-торговцем на ім'я Чхве Про, який зняв Мін Хі на відео і вимагав гроші за це відео. Ок Чжу шукає Чхве через його інтернет-профіль і знаходить його адресу, де вона деякий час переслідує Чоя і обманом змушує його відвезти її до мотелю, де знімали Мін Хі.
У мотелі Ок Чжу б'ється з Чхве і жорстоко травмує його, але Ок Чжу змушена тікати, бо на неї нападає банда Чхве. Ок Чжу та школярка, яка хоче втекти від торговців людьми, розробляють новий план, і Ок Чжу звертається до старого друга, щоб знайти зброю, аби розробити стратегію нападу на банду. Бос банди Чхве наказує йому знайти Ок Чжу і привести її до нього. Чхве вистежує і нападає на Ок Чжу, яка пізніше рятується втечею через вікно.
Чхве повідомляє босові, що він убив Ок Чжу і поховав її в горах. Ок Чжу відвідує лідера банди і вбиває його, після чого б'ється з іншими гангстерами, поки один з них не розкриває місцезнаходження Чхве. Ок Чжу знаходить Чхве і нарешті роззброює його, після чого відвозить на пляж і жорстоко спалює його до смерті. Ок Чжу приїжджає до будинку Чхве і забирає всі відеозаписи, на яких зняті жертви, після чого їде геть у захід сонця.

## Акторський склад
- Чон Чон Со — Чан Ок Джу [1]
- Кім Джи Хун у ролі Чхве Про
- Пак Юрім — Чой Мін Хі [2]
- Шін Се Хві як студентка
- Пак Хен Су — Мьон Шик [3]

## Виробництво
У квітні 2022 року, підтвердивши виробництво "Балерини", Netflix оголосив акторський склад та знімальну групу фільму. Режисером фільму є Лі Чон Хюн, а продюсером - студія Climax, у головних ролях - Чон Чжон Со, Кім Джi Хун та Пак Ю Рім, а музику написав Грей. Зйомки розпочалися у червні 2022 року, а завершилися в кінці жовтня того ж року. 
У січні 2023 року Netflix оголосив перелік майбутніх корейських фільмів, і "Балерина" увійшла до переліку 6 корейських фільмів, які будуть додані на платформу.

### Музика
Gray написав музику до фільму.  

## Випуск
Прем'єра фільму відбулася 5 жовтня 2023 року на 28-му Пусанському міжнародному кінофестивалі в секції "Корейське кіно сьогодні - спеціальна прем'єра". Фільм доступний для перегляду з 6 жовтня на Netflix по всьому світу.

## Реакція

### Реакція аудиторії
"Балерина" з 9 по 15 жовтня з 14,7 мільйонами переглядів і 23,1 мільйонами годин перегляду посів 1 місце у Global Top 10 щотижневого списку найпопулярніших телевізійних фільмів Netflix (неанглійською мовою).